# Echthromorpha walkeri
Echthromorpha walkeri là một loài tò vò trong họ Ichneumonidae.